# أحمد سهيل (لاعب كرة قدم سعودي)
أحمد عبد الغني سهيل الغامدي (مواليد 23 مارس 1999) هو لاعب كرة قدم سعودي لعب سابقاً في نادي قلوة.